# China Steel Corporation Headquarters
Le China Steel Corporation Headquarters appelé aussi, CSC Headquarters, est un gratte-ciel de 135 mètres de hauteur construit de 2008 à 2012 à Kaohsiung dans le sud de l'ile de Taïwan. Il abrite des locaux de la société China Steel qui est le propriétaire du bâtiment.
Le style à facettes de l'immeuble est comparable à la Hearst Tower de New York.
La surface de plancher de l'immeuble est de 81 054 m2.
Il a été conçu par l'agence d'architecture taïwanaise Artech-Inc qui a notamment conçu le Linden Hotel à Kaohsiung.
La société Evergreen Engineering s'est occupé de l’ingénierie structurelle.